# Lobodillo atrogrisescens
Lobodillo atrogrisescens är en kräftdjursart som först beskrevs av Wahrberg1922.  Lobodillo atrogrisescens ingår i släktet Lobodillo och familjen Armadillidae. Inga underarter finns listade i Catalogue of Life.